# الخدور (حجة)
الخدور هي إحدى قرى الجمهورية اليمنية. وهي تتبع جغرافيًا لمحافظة حجة. وإداريًا لمديرية حرض. يبلغ تعداد سكانها 3348 نسمة حسب الإحصاء الذي جرى عام 2004.